# Gyaritodes bispinosus
Gyaritodes bispinosus är en skalbaggsart som beskrevs av Stefan von Breuning 1960. Gyaritodes bispinosus ingår i släktet Gyaritodes och familjen långhorningar. Inga underarter finns listade i Catalogue of Life.